# Raionul Halîci, Ivano-Frankivsk
Halîci (în ucraineană Галицький район, transliterat: Halîțkîi raion) este un raion în regiunea Ivano-Frankivsk, Ucraina. Reședința sa este orașul Halîci.

## Demografie
Componența lingvistică a raionului Halîci
     Ucraineană (99,01%)
     Alte limbi (0,92%)
Conform recensământului din 2001, majoritatea populației raionului Halîci era vorbitoare de ucraineană (99,01%), existând în minoritate și vorbitori de alte limbi.